# Esclangon (cráter)
Esclangon es un cráter de impacto lunar que se encuentra en el terreno compacto situado al noroeste del prominente cráter Macrobius, y al este del Sinus Amoris. Justo al oeste-suroeste aparece el cráter Hill. El Lacus Bonitatis (Lago de la Bondad), ocupa el este y el noreste de Esclangon.
|  |  |

El interior de este cráter se ha inundado de lava, dejando sólo un brocal bajo por encima de la superficie. No es demasiado circular, presentando protuberancias al noreste y noroeste, muy probablemente como el resultado de pequeños cráteres que se han fusionado con el borde principal. La superficie interior está prácticamente a nivel y carece de rasgos distintivos.
Esta formación fue designada previamente Macrobius L antes de ser renombrada por la UAI.